# Tauwetter (Roman)

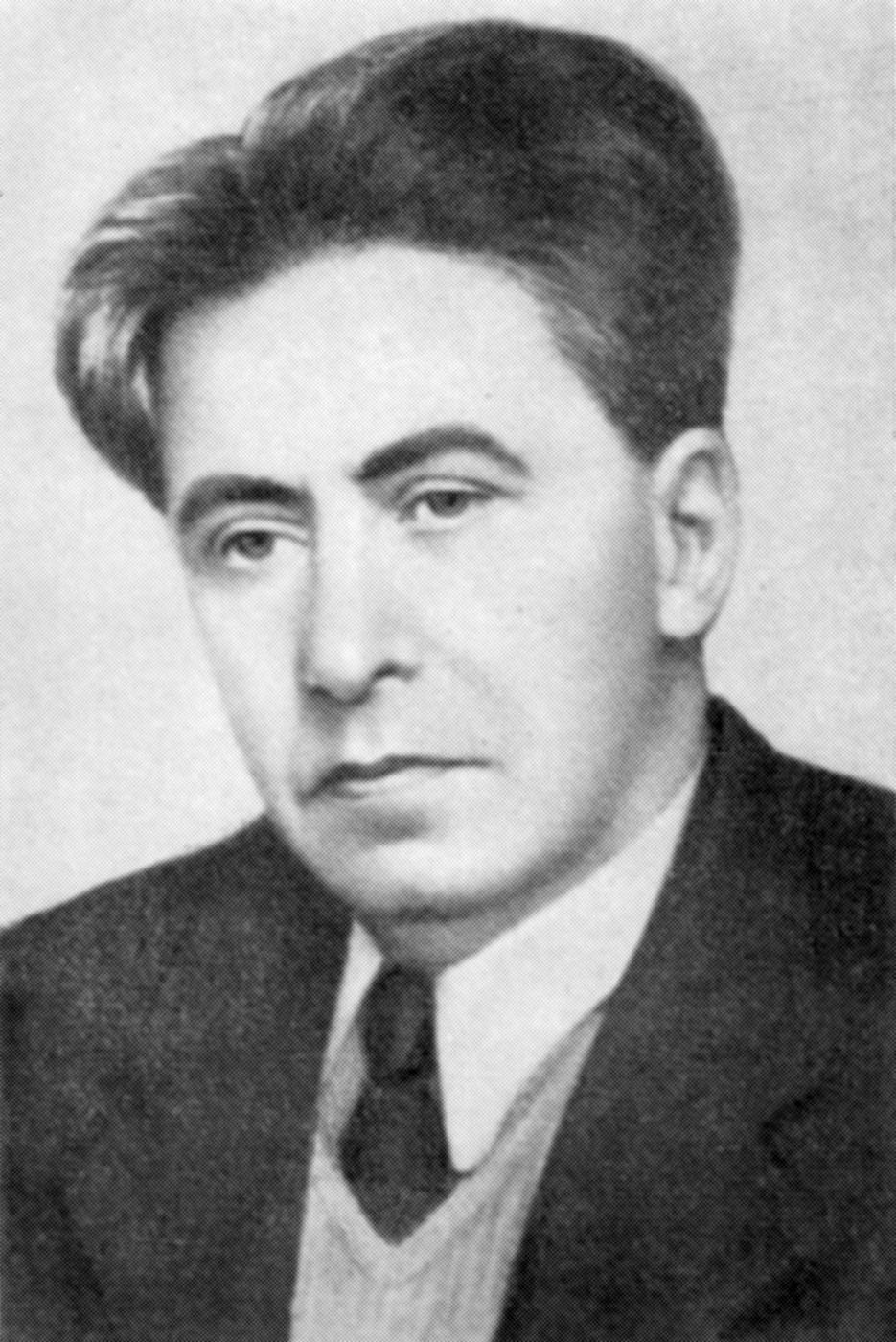
Ilja Ehrenburg

Tauwetter (russisch Оттепель) ist eine Powest, also eine Zwischenform zwischen Roman und Erzählung, des russischen Schriftstellers Ilja Grigorjewitsch Ehrenburg. Sie erschien zuerst im Jahr nach Stalins Tod, 1954, in der Literaturzeitschrift Snamja (Знамя, „Banner“). Im folgenden Jahr schob Ehrenburg eine Fortsetzung nach. Das Buch signalisierte den Beginn der nach ihm benannten Tauwetter-Periode, einer Phase der Liberalisierung der sowjetischen Kulturpolitik und der Rehabilitation von Opfern der stalinistischen Verfolgungen.

## Entstehungsgeschichte
In der Sowjetunion hatten bald nach dem Ende des Zweiten Weltkriegs neue Repressionswellen begonnen, eingeleitet 1946 durch Schdanows Kampagne gegen die „Speichellecker des Westens“, die sich zunächst vor allem gegen Schriftsteller richtete. 1949 folgte die Kampagne gegen die wurzellosen Kosmopoliten, in deren Zuge fast alle führenden Mitglieder des Jüdischen Antifaschistischen Komitees verhaftet und ermordet wurden, und 1952 schließlich der Prozess gegen die Ärzteverschwörung.
Stalin starb am 5. März 1953, im April wurden die Beschuldigten der „Ärzteverschwörung“ freigesprochen, im Juni wurde Lawrenti Beria verhaftet. Es folgte eine Zeit der Unsicherheit, wohin sich die sowjetische Gesellschaft entwickeln würde. Im Winter dieses Jahres schrieb Ehrenburg seinen letzten Roman, Tauwetter. 

## Tauwetter 1954

### Handlungsgerüst
Tauwetter spielt im Winter 1953/1954 in einer russischen Provinzstadt „an der Wolga“, die von einer großen Maschinenfabrik dominiert wird. Der Plot erinnert an Tolstois Anna Karenina (dieser Roman wird übrigens auch in der Einleitung erwähnt). Im Zentrum steht die Ehe des Werkleiters Iwan Schurawljow, eines gefühlskalten Bürokraten, mit der Lehrerin Jelena Borissowna. Sie verliebt sich in den Ingenieur Dmitri Korotenko und trennt sich von Schurawljow; der Liebesgeschichte ist ein Happy End beschieden. Schurawljow hat jahrelang den bereits genehmigten Bau von Arbeiterwohnungen aufgeschoben und stattdessen Investitionen in die Produktion vorgenommen, um den Plan übererfüllen zu können. Nachdem ein Frühlingssturm die alten Wohnbaracken zerstört hat, wird er als Werkleiter abgesetzt. Wie bei Anna Karenina wird diese Haupthandlung mit Liebesgeschichten anderer Personen kontrastiert: der Elektrotechnikstudentin Sonja Puchowa und des Ingenieurs Sawtschenko sowie der Ärztin Wera Scherer und des Chefkonstrukteurs Sokolowski. 
Dazu kommt eine Künstlerdebatte, deren Protagonisten Wladimir Puchow und Saburow sind. Puchow, der Bruder von Sonja Puchowa, frustriert, orientierungslos und oft mit zynischen Sprüchen hervortretend, fertigt ohne Überzeugung, aber erfolgreich Auftragsarbeiten im Stil des Sozialistischen Realismus; der verarmte Saburow malt Landschaften und Porträts aus innerer Überzeugung, bekommt aber keine Aufträge. Der Höhepunkt der Handlung ist gerade dem Zyniker Puchow zugedacht, dem keine hoffnungsvolle Liebesgeschichte vergönnt ist: An einem Frühlingstag im Stadtpark erlebt er sinnlich das Auftauen der Gefühle und findet Schneeglöckchen unter dem Eis für die Schauspielerin Tanetschka, die sich eben von ihm getrennt hat.
Was den Roman antreibt, sind die großen Ereignisse im fernen Moskau, die sich jenseits des Romangeschehens abspielen und nur in ihren Fernwirkungen in die Handlung einbezogen werden. Der Sturz Schurawljows ist parallelisiert mit dem Ende des Stalinismus; Wera Scherer hat unter den Verdächtigungen im Zusammenhang der Ärzteverschwörung zu leiden; Korotenkos Stiefvater wurde in den Jahren des Großen Terrors verhaftet und ins Arbeitslager deportiert; Sokolowskis Tochter lebt in Belgien und dies verwendet Schurawljow bei seinen Intrigen gegen ihn.

### Erzählweise und Verweisstruktur
Die Figuren des Buches sind (von wenigen Ausnahmen abgesehen) „realistische Mixturen“. Sie werden durchweg sowohl aus der Außenperspektive (Erzählerbericht) als auch aus der Innenperspektive (innerer Monolog) gezeigt, und so sehr das Buch gegen den stalinistischen Bürokraten Schurawljow Partei ergreift, so wenig ist er als Bösewicht gezeichnet. Er erscheint als ausgezeichneter Ingenieur, der bei einem Brand im Werk engagiert eingreift, als Werkleiter aber fehl am Platz ist und charakterliche Defizite aufweist.
In die recht schlichte Geschichte sind jedoch drei „symbolische Kontrapunkte“ eingebaut, die ein dichtes Netz von Verweisen ergeben: Der strenge Frost lockert sich parallel mit dem Auftauen der erstarrten politischen und persönlichen Beziehungen; in der Zeitungslektüre und den Diskussionen der Figuren sind die politischen Wandlungen der Entstalinisierung und die Ereignisse des Kalten Kriegs permanent anwesend; und schließlich durchzieht den Roman eine aktuelle Kunst- und Literaturdiskussion. Sie beschränkt sich nicht auf die ‚Künstlerhandlung‘: Anspielungen auf zahlreiche aktuelle Romane kommen permanent vor, das Buch wird gleich mit einer „Leserdebatte“ im Werk eröffnet. Es ist dieses Verweisnetz zwischen Jahreszeit, Liebe, Politik und Kunst, das dem Roman seine außerordentliche Wirkung ermöglicht hat.

## Veröffentlichung und Wirkung
Der Text erschien im April 1954 zunächst in Snamja und stieß sofort auf starke Reaktionen. Schon der Titel galt als bedenklich, da er die Stalinzeit als Frostperiode zu negativ erscheinen ließ; die Redaktion des Blattes hätte lieber „Erneuerung“ oder „Eine neue Phase“ gesehen. In den Literaturzeitschriften erschienen vernichtende Kritiken, u. a. von Konstantin Simonow, die Ehrenburg vorhielten, ein düsteres Bild der sozialistischen Gesellschaft gezeichnet zu haben. Beim Zweiten Schriftstellerkongress der Sowjetunion im Dezember attackierten Michail Scholochow und Alexander Surkow den Roman in den schärfsten Tönen (und mit antisemitischen Untertönen). Die Publikation als Buch wurde um zwei Jahre verzögert. Noch 1963 verwarf Nikita Chruschtschow persönlich Tauwetter als eines der Werke, die „die mit dem Personenkult zusammenhängenden Ereignisse […] falsch oder einseitig beleuchten“. Doch trotz der erbitterten Kritik wurde das Buch ein großer Erfolg sowohl in der Sowjetunion als auch im Ausland, es erschienen zahlreiche Übersetzungen. Das sprachliche Bild des Romantitels setzte sich durch; Ehrenburgs Buch signalisierte den Beginn der Tauwetter-Periode, einer Phase der Liberalisierung der sowjetischen Kulturpolitik und der Rehabilitation von Opfern der stalinistischen Verfolgungen.

## Ausgaben
- Оттепель. Повесть. (Tauwetter. Powest.) In: Snamja, Nr. 5, 1954.
- Оттепель. Повесть. Часть вторая (Tauwetter. Powest. Zweiter Teil.) In: Snamja, Nr. 4, 1956.
- Оттепель. Sowjetski Pisatel, Moskau 1956.
- Tauwetter. Aus dem Russischen übersetzt von Wera Rathfelder. Redaktionell bearbeitet von Mimi Barillot. Berlin: Kultur und Fortschritt, 1957.
- Tauwetter. In: Über Literatur: Essays, Reden, Aufsätze. Tauwetter, Roman. Herausgegeben, mit einem Nachwort und Anmerkungen versehen von Ralf Schröder. Berlin: Volk und Welt, 1986, S. 229–534. ISBN 3-353-00013-5